# Eleição primária do Partido Republicano na Flórida em 2012
A eleição primária do Partido Republicano na Flórida em 2012 foi realizada em 31 de janeiro de 2012. A Flórida possui cinquenta delegados, nenhum deles fazem parte do Comitê Nacional Republicano ou são superdelegados. Não ficou esclarecido se esses delegados serão atribuídos proporcionalmente aos candidatos ou o vencedor-leva-tudo (winner-take-all em inglês). Originalmente tinham sido dados 99 delegados, mas a metade dos delegados da Flórida foram removidos pelo Comitê Nacional Republicano porque o partido estadual transferiu a sua primária republicana antes de 6 de março.
Nas primárias, a votação segue o formato tradicional, no qual os eleitores votam em seu candidato por meio de cédulas. O pré-candidato que venceu a primária ganha maioria dos delegados daquele Estado, que irão apoiá-lo na convenção nacional. Na Flórida, a primária foi fechada, isto é, apenas os eleitores registrados no Partido Republicano puderam participar do pleito.

## Campanha
Iowa, Nova Hampshire e Carolina do Sul, as três primeiras disputas no ciclo das eleições primárias para, eventualmente, determinar um candidato do partido, muitas vezes são os estados mais politicamente significativos devido ao efeito adesão — bandwagon effect em inglês, sendo no contexto político a referência na qual o eleitor vota no candidato X por ele estar na frente das pesquisas de opinião, ou seja, o eleitor vota no candidato que está vencendo sem fazer uma avaliação detalhada. Os próprios candidatos, sua infra-estrutura e os meios de comunicação nacionais estão entrincheirados nesses estados e, portanto, esses estados iniciais (particularmente Iowa e Nova Hampshire) recebem mais cobertura da mídia e atenção política do que qualquer outro estado. Muitas vezes o candidato com o maior impulso a partir da três primeiros estados vai se tornar o candidato do partido. Em 2008, o candidato presidencial republicano John McCain venceu em Nova Hampshire e Carolina do Sul. Em 2000, George W. Bush ganhou Iowa e Carolina do Sul, e se tornou o candidato do partido.
Na corrida das primárias de 2012, uma divisão formada no Partido Republicano entre o favorito moderado, o ex-governador de Massachusetts Mitt Romney, e os conservadores que desconfiavam de Romney pelas tendências liberais, enquanto governador de Massachusetts. Romney foi criticado, entre outras coisas, foi por ele ter assinado a lei de reforma na saúde de Massachusetts, que se assemelhou aos cuidados médicos do presidente democrata Barack Obama no Affordable Health Care for America Act. Muitos conservadores do Partido Republicano procuraram uma outra alternativa.
Iowa foi vencido pelo ex-senador Rick Santorum, após os votos terem sidos certificados. Nova Hampshire foi vencido por Mitt Romney. O ex-presidente da Câmara dos Representantes Newt Gingrich ganhou Carolina do Sul. Esta é a primeira vez que os três primeiros estados foram vencidos por três candidatos diferentes.
Após a vitória de Mitt Romney na Flórida, ele criticou Barack Oabama, dizendo "Senhor presidente, elegeram-no para liderar, mas o senhor optou por seguir ordens. Chegou o momento de colocá-lo de lado".

## Significado
Em um esforço para aumentar a importância política de sua primária estadual e receber maior destaque na mídia, muitas vezes voltada para as competições iniciais, a Flórida decidiu colocar a sua primária na frente das disputas iniciais, um movimento que violou as regras do Partido Republicano e forçou os estados iniciais a antecipar as primárias. A Flórida anunciou que sua primária ocorreria em 31 de janeiro, em vez de ser em março como esperado. Iowa, Nova Hampshire e Carolina do Sul iriam ter suas primárias em fevereiro, mas foram obrigados a levá-las para janeiro, encurtando assim a quantidade total de tempo que cada candidato poderia fazer campanha.
Como resultado dessa violação calendário, a Flórida teve metade de seus delegados retirados, concedendo apenas 50 delegados.
O republicano Dean Cannon, Presidente da Câmara dos Representantes da Flórida disse: "Meu objetivo foi o tempo todo para que a Flórida preservasse seu lugar como o quinto no calendário das primárias e não ultrapassasse Iowa e Nova Hampshire".

## Pesquisas de opinião
Mitt Romney apareceu nas pesquisas como sendo o favorito na Flórida. Os resultados se comparados a última pesquisa, mostra que Romney venceu com 7,4% de diferença, a pesquisa o mostrou com 39% de intenção de voto, enquanto recebeu 46,40% de votos no estado.
| Fonte da pesquisa                                                                                     | Data                                   | 1º                   | 2º                   | 3º                   | Outro |
| --- | -------------------------------------- | -------------------- | -------------------- | -------------------- | --- |
| Public Policy Polling Margem de erro: ±3% Entrevistados: 1 087                                        | 28–30 de janeiro de 2012               | Mitt Romney 39%      | Newt Gingrich 31%    | Rick Santorum 15%    | Ron Paul 11%, Outro/Não sabe 5% |
| Insider Advantage/Majority Opinion Research Margem de erro: ±3.8% Entrevistados: 646                  | 29 de janeiro de 2012                  | Mitt Romney 35.7%    | Newt Gingrich 31.1%  | Rick Santorum 12.4%  | Ron Paul 12.2%, Outro 2.0%, Sem opinião 6.6% |
| We Ask America Margem de erro: ±2.84% Entrevistados: 1 188                                            | 29 de janeiro de 2012                  | Mitt Romney 44%      | Newt Gingrich 25%    | Ron Paul 10%         | Rick Santorum 10%, Indeciso 11% |
| Rasmussen Reports Margem de erro: ±4% Entrevistados: 750                                              | 29 de janeiro de 2012                  | Mitt Romney 44%      | Newt Gingrich 28%    | Rick Santorum 12%    | Ron Paul 10%, Outro 1%, Indeciso 5% |
| Suffolk University Margem de erro: Entrevistados: 500                                                 | 28–29 de janeiro de 2012               | Mitt Romney 47%      | Newt Gingrich 27%    | Rick Santorum 12%    | Ron Paul 9%, Indeciso 5% |
| Public Policy Polling Margem de erro: ±3.6% Entrevistados: 733                                        | 28–29 de janeiro de 2012               | Mitt Romney 39%      | Newt Gingrich 32%    | Rick Santorum 14%    | Ron Paul 11%, Outro/Não sabe 4% |
| Quinnipiac Margem de erro: ±4.2% Entrevistados: 539                                                   | 27–29 de janeiro de 2012               | Mitt Romney 43%      | Newt Gingrich 29%    | Ron Paul 11%         | Rick Santorum 11%, Não sabe/Não respondeu 7% |
| Survey USA Margem de erro: ±4.2% Entrevistados: 500                                                   | 27–29 de janeiro de 2012               | Mitt Romney 41%      | Newt Gingrich 26%    | Ron Paul 12%         | Rick Santorum 12% |
| Public Policy Polling Margem de erro: ±5% Entrevistados: 387                                          | 28 de janeiro de 2012                  | Mitt Romney 40%      | Newt Gingrich 32%    | Rick Santorum 15%    | Ron Paul 9%, Outro/Não sabe 4% |
| Miami Herald/War Room Logistics Margem de erro: ±2.5% Entrevistados: 1 632                            | 27 de janeiro de 2012                  | Mitt Romney 40.4%    | Newt Gingrich 30.1%  | Rick Santorum 15.3%  | Ron Paul 5.9%, Indeciso 8.3% |
| Reuters/Ipsos[ligação inativa] Margem de erro: ±4.2% Entrevistados: 732                               | 26–27 de janeiro de 2012               | Mitt Romney 41%      | Newt Gingrich 33%    | Rick Santorum 13%    | Ron Paul 5%, Outro/Indeciso 8% |
| NBC News/Marist Margem de erro: ±3.8% Entrevistados: 682                                              | 25–27 de janeiro de 2012               | Mitt Romney 42%      | Newt Gingrich 27%    | Rick Santorum 16%    | Ron Paul 11%, Indeciso 4% |
| Mason-Dixon Polling and Research/Bay News 9[ligação inativa] Margem de erro: ±4.5% Entrevistados: 500 | 24–26 de janeiro de 2012               | Mitt Romney 42%      | Newt Gingrich 31%    | Rick Santorum 14%    | Ron Paul 6%, Indeciso 7% |
| Sunshine State News/Voter Survey Service Margem de erro: ±3.33% Entrevistados: 865                    | 24–26 de janeiro de 2012               | Mitt Romney 40%      | Newt Gingrich 31%    | Rick Santorum 12%    | Ron Paul 9%, Outro 1%, Indeciso 6% |
| Quinnipiac University Margem de erro: ±4.1% Entrevistados: 580                                        | 24–26 de janeiro de 2012               | Mitt Romney 38%      | Newt Gingrich 29%    | Ron Paul 14%         | Rick Santorum 12%, Outro 1%, DK/NA 6% |
| Rasmussen Reports Margem de erro: ±4% Entrevistados: 750                                              | 25 de janeiro de 2012                  | Mitt Romney 39%      | Newt Gingrich 31%    | Rick Santorum 12%    | Ron Paul 9%, Outro 4%, Sem opinião 7% |
| Insider Advantage/Majority Opinion Research Margem de erro: ±4% Entrevistados: 530                    | 25 de janeiro de 2012                  | Mitt Romney 40.3%    | Newt Gingrich 32.3%  | Ron Paul 9.0%        | Rick Santorum 8.1%, Outro 1.5%, Sem opinião 8.8% |
| Monmouth University Margem de erro: ±4.2% Entrevistados: 540                                          | 24–25 de janeiro de 2012               | Mitt Romney 39%      | Newt Gingrich 32%    | Rick Santorum 11%    | Ron Paul 8%, Outro 3%, Indeciso 7% |
| Dixie Strategies/First Coast News Margem de erro: ±1.93% Entrevistados: 2 567                         | 23–25 de janeiro de 2012               | Newt Gingrich 35.46% | Mitt Romney 35.08%   | Rick Santorum 9.38%  | Ron Paul 7.42%, Outro 3.93%, Sem opinião 8.74% |
| Univision News/ABC/Latino Decisions Margem de erro: ±4.4% Entrevistados: 517                          | 24 de janeiro de 2012                  | Mitt Romney 35%      | Newt Gingrich 20%    | Rick Santorum 7%     | Ron Paul 6%, Outro 8%, Não sabe 21%, Recusou-se 2% |
| American Research Group Margem de erro: ±4% Entrevistados: 600                                        | 23–24 de janeiro de 2012               | Mitt Romney 41%      | Newt Gingrich 34%    | Rick Santorum 9%     | Ron Paul 7%, Outro 3%, Indeciso 6% |
| CNN/Time/ORC International Margem de erro: ±5% Entrevistados: 369                                     | 22–24 de janeiro de 2012               | Mitt Romney 36%      | Newt Gingrich 34%    | Rick Santorum 11%    | Ron Paul 9%, Não sabe 7% |
| We Ask America Margem de erro: ±3.19% Entrevistados: 946                                              | 23 de janeiro de 2012                  | Mitt Romney 34%      | Newt Gingrich 32%    | Rick Santorum 9%     | Ron Paul 8%, Indeciso 17% |
| Florida Chamber of Commerce/Cherry Communications Margem de erro: ±4.4% Entrevistados: 504            | 22–23 de janeiro de 2012               | Mitt Romney 33.13%   | Newt Gingrich 32.95% | Rick Santorum 10.32% | Ron Paul 6.15%, Outro 1.19%, Indeciso 12.90% |
| Public Policy Polling Margem de erro: ±3.2% Entrevistados: 921                                        | 22–23 de janeiro de 2012               | Newt Gingrich 38%    | Mitt Romney 33%      | Rick Santorum 13%    | Ron Paul 10%, Outro/Não sabe 6% |
| Public Policy Polling Margem de erro: ±3.2% Entrevistados: 921                                        | 22–23 de janeiro de 2012               | Newt Gingrich 43%    | Mitt Romney 36%      | Ron Paul 12%         | Não sabe 9% |
| Quinnipiac University Margem de erro: ±4% Entrevistados: 601                                          | 19–23 de janeiro de 2012               | Mitt Romney 36%      | Newt Gingrich 34%    | Rick Santorum 13%    | Ron Paul 10%, Outro 1%, DK/NA 7% |
| Rasmussen Reports Margem de erro: ±4% Entrevistados: 750                                              | 22 de janeiro de 2012                  | Newt Gingrich 41%    | Mitt Romney 32%      | Rick Santorum 11%    | Ron Paul 8%, Indeciso 9% |
| Insider Advantage/Majority Opinion Research Margem de erro: ±4% Entrevistados: 557                    | 22 de janeiro de 2012                  | Newt Gingrich 34.4%  | Mitt Romney 25.6%    | Ron Paul 13.1%       | Rick Santorum 10.7%, Outro 2.4%, Sem opinião 13.8% |
| CNN/Time/ORC International Margem de erro: ±5% Entrevistados: 391                                     | 13–17 de janeiro de 2012               | Mitt Romney 43%      | Rick Santorum 19%    | Newt Gingrich 18%    | Ron Paul 9%, Rick Perry 2%, Nenhum 3%, Sem opinião 6% |
| Public Policy Polling Margem de erro: ±4.1% Entrevistados: 572                                        | 14–16 de janeiro de 2012               | Mitt Romney 41%      | Newt Gingrich 26%    | Rick Santorum 11%    | Ron Paul 10%, Rick Perry 4%, Buddy Roemer 1%, Indeciso 7% |
| Public Policy Polling Margem de erro: ±4.1% Entrevistados: 572                                        | 14–16 de janeiro de 2012               | Mitt Romney 50%      | Newt Gingrich 38%    |                      | Indeciso 12% |
| Public Policy Polling Margem de erro: ±4.1% Entrevistados: 572                                        | 14–16 de janeiro de 2012               | Mitt Romney 76%      | Ron Paul 17%         |                      | Indeciso 7% |
| Public Policy Polling Margem de erro: ±4.1% Entrevistados: 572                                        | 14–16 de janeiro de 2012               | Mitt Romney 69%      | Rick Perry 21%       |                      | Indeciso 10% |
| Public Policy Polling Margem de erro: ±4.1% Entrevistados: 572                                        | 14–16 de janeiro de 2012               | Mitt Romney 59%      | Rick Santorum 29%    |                      | Indeciso 11% |
| American Research Group Margem de erro: ±4% Entrevistados: 600                                        | 13–15 de janeiro de 2012               | Mitt Romney 42%      | Newt Gingrich 25%    | Rick Santorum 9%     | Ron Paul 8%, Jon Huntsman 5%, Rick Perry 3%, Outro 1%, Indeciso 8% |
| Sunshine State News/Voter Survey Service Margem de erro: ±2.75% Entrevistados: 1 266                  | 11–14 de janeiro de 2012               | Mitt Romney 46%      | Newt Gingrich 20%    | Rick Santorum 12%    | Ron Paul 9%, Rick Perry 3%, Outro 1%, Indeciso 8% |
| Sunshine State News/Voter Survey Service Margem de erro: ±2.75% Entrevistados: 1 266                  | 11–14 de janeiro de 2012               | Mitt Romney 44%      | Newt Gingrich 20%    | Rick Santorum 12%    | Ron Paul 8%, Jon Huntsman 5%, Rick Perry 3%, Outro 1%, Indeciso 8% |
| Rasmussen Reports Margem de erro: ±4% Entrevistados: 750                                              | 11 de janeiro de 2012                  | Mitt Romney 41%      | Newt Gingrich 19%    | Rick Santorum 15%    | Ron Paul 9%, Jon Huntsman 5%, Rick Perry 2%, Outro 1%, Indeciso 8% |
| Survey USA Margem de erro: ±4.1% Entrevistados: 500                                                   | 8 de janeiro de 2012                   | Mitt Romney 36%      | Newt Gingrich 25%    | Rick Santorum 17%    | Ron Paul 7%, Outro 5%, Indeciso 10% |
| Quinnipiac University Margem de erro: ±4.1% Entrevistados: 560                                        | 4–8 de janeiro de 2012                 | Mitt Romney 36%      | Newt Gingrich 24%    | Rick Santorum 16%    | Ron Paul 10%, Rick Perry 5%, Jon Huntsman 2%, Indeciso 7% |
| NBC News-Marist Margem de erro: Entrevistados: 780                                                    | 15–19 de dezembro de 2011              | Mitt Romney 27%      | Newt Gingrich 26%    | Ron Paul 5%          | Michele Bachmann 4%, Rick Perry 4%, Jon Huntsman 1%, Rick Santorum 1%, Indeciso 31% |
| NBC News-Marist Margem de erro: ±4.5% Entrevistados: 469                                              | 4–7 de dezembro de 2011                | Newt Gingrich 44%    | Mitt Romney 29%      | Ron Paul 8%          | Rick Perry 4%, Michele Bachmann 3%, Jon Huntsman 3%, Rick Santorum 2%, Indeciso 8% |
| NBC News-Marist Margem de erro: ±4.5% Entrevistados: 469                                              | 4–7 de dezembro de 2011                | Newt Gingrich 51%    | Mitt Romney 31%      | Ron Paul 10%         | Indeciso 9% |
| NBC News-Marist Margem de erro: ±4.5% Entrevistados: 469                                              | 4–7 de dezembro de 2011                | Newt Gingrich 54%    | Mitt Romney 36%      | –                    | Indeciso 10% |
| Survey USA Margem de erro: ±4.5% Entrevistados: 500                                                   | 5–6 de dezembro de 2011                | Newt Gingrich 45%    | Mitt Romney 23%      | Michele Bachmann 6%  | Rick Perry 5%, Ron Paul 4%, Jon Huntsman 3%, Rick Santorum 2%, Outro 3%, Indeciso 9% |
| Survey USA Margem de erro: ±4.5% Entrevistados: 500                                                   | 5–6 de dezembro de 2011                | Newt Gingrich 57%    | Mitt Romney 30%      | –                    | Indeciso 13% |
| CNN/Time Magazine Margem de erro: ±4.5% Entrevistados: 446                                            | 29 de novembro – 6 de dezembro de 2011 | Newt Gingrich 48%    | Mitt Romney 25%      | Ron Paul 5%          | Michele Bachmann 3%, Jon Huntsman 3%, Rick Perry 3%, Rick Santorum 1%, Outro 1%, Nenhum 3%, Sem opinião 7%                                                                                         |
| Quinnipiac[ligação inativa] Margem de erro: ±4.3% Entrevistados: 509                                  | 28 de novembro - 5 de dezembro de 2011 | Newt Gingrich 35%    | Mitt Romney 22%      | Herman Cain 8%       | Ron Paul 8%, Michele Bachmann 4%, Rick Perry 4%, Jon Huntsman 2%, Rick Santorum 2%, Outro 1%, Não votaria 2%, Não sabe/Não respondeu 12%                                                           |
| Quinnipiac[ligação inativa] Margem de erro: ±4.3% Entrevistados: 509                                  | 28 de novembro - 5 de dezembro de 2011 | Newt Gingrich 52%    | Mitt Romney 34%      | –                    | Outro 2%, Não votaria 4%, Não sabe/Não respondeu 9% |
| Public Policy Polling Margem de erro: ±4.5% Entrevistados: 470                                        | 28–30 de novembro de 2011              | Newt Gingrich 47%    | Mitt Romney 17%      | Herman Cain 15%      | Ron Paul 5%, Michele Bachmann 4%, Jon Huntsman 3%, Rick Perry 2%, Rick Santorum 1%, Gary Johnson 0%, Outro 7%                                                                                      |
| American Research Group, Inc. Margem de erro: ±4% Entrevistados: 600                                  | 27–30 de novembro de 2011              | Newt Gingrich 50%    | Mitt Romney 19%      | Herman Cain 10%      | Jon Huntsman 3%, Ron Paul 2%, Rick Perry 2%, Michele Bachmann 1%, Buddy Roemer 1%, Rick Santorum 1%, Outro 1%, Indeciso 10%                                                                        |
| Newsmax / InsiderAdvantage / Majority Opinion Research Margem de erro: ±4% Entrevistados: 513         | 29 de novembro de 2011                 | Newt Gingrich 41%    | Mitt Romney 17%      | Herman Cain 13%      | Rick Perry 7%, Ron Paul 4%, Michele Bachmann 3%, Rick Santorum 1%, Outro 3%, Sem opinião 11% |
| Rasmussen Reports Margem de erro: ±4% Entrevistados: 788                                              | 8 de novembro de 2011                  | Herman Cain 30%      | Mitt Romney 24%      | Newt Gingrich 19%    | Rick Perry 4%, Michele Bachmann 3%, Ron Paul 3%, Jon Huntsman 2%, Rick Santorum 1% |
| Quinnipiac University Margem de erro: ±4.3% Entrevistados: 513                                        | 31 de outubro – 7 de novembro de 2011  | Herman Cain 27%      | Mitt Romney 21%      | Newt Gingrich 17%    | Rick Perry 5%, Michele Bachmann 4%, Ron Paul 3%, Jon Huntsman 1%, Rick Santorum 1%, Unknown 16% |
| Suffolk University / WSVN-TV Margem de erro: ±3.5% Entrevistados: 287                                 | 26–30 de outubro de 2011               | Mitt Romney 25%      | Herman Cain 24%      | Newt Gingrich 11%    | Rick Perry 9%, Ron Paul 5%, Jon Huntsman 2%, Michele Bachmann 1%, Gary Johnson 1%, Rick Santorum 1%, Fred Karger 0%, Buddy Roemer 0%, Outro 1%                                                     |
| CNN/Time Magazine Margem de erro: ±5% Entrevistados: 401                                              | 20–25 de outubro de 2011               | Mitt Romney 30%      | Herman Cain 18%      | Newt Gingrich 9%     | Rick Perry 9%, Ron Paul 6%, Michele Bachmann 4%, Jon Huntsman 1%, Rick Santorum 1%, Outro 1%, Nenhum 7%, Sem opinião 14%                                                                           |
| AARP/GS Strategy Group Margem de erro: ±4.38% Entrevistados: 500                                      | 18–19 de outubro de 2011               | Mitt Romney 31%      | Herman Cain 29%      | Newt Gingrich 12%    | Rick Perry 9%, Ron Paul 3%, Michele Bachmann 1%, Jon Huntsman 1%, Rick Santorum 1%, Indeciso 14%                                                                                                   |
| NBC News/Marist Margem de erro: ±3.6% Entrevistados: 748                                              | 18 de outubro de 2011                  | Mitt Romney 30%      | Herman Cain 29%      | Rick Perry 9%        | Ron Paul 7%, Newt Gingrich 6%, Michele Bachmann 3%, Jon Huntsman 2%, Gary Johnson 1%, Rick Santorum 1%, Indeciso 13%                                                                               |
| Insider Advantage Margem de erro: ±4.0% Entrevistados: 505                                            | 16 de outubro de 2011                  | Mitt Romney 32.6%    | Herman Cain 30.2%    | Newt Gingrich 11.7%  | Rick Perry 2.9%, Ron Paul 2.7%, Michele Bachmann 1.6%, Jon Huntsman 0.2%, Outro 1.8%, Sem opinião 16.3%                                                                                            |
| American Research Group Margem de erro: ±4.0% Entrevistados 600                                       | 7–12 de outubro de 2011                | Herman Cain 34%      | Mitt Romney 28%      | Newt Gingrich 11%    | Rick Perry 5%, Ron Paul 4%, Michele Bachmann 3%, Jon Huntsman 1%, Buddy Roemer 1%, Rick Santorum 1%, Indeciso 12%                                                                                  |
| War Room Logistics Margem de erro: ±4.14% Entrevistados: 561                                          | 30 de setembro de 2011                 | Mitt Romney 28.2%    | Herman Cain 23.7%    | Newt Gingrich 9.8%   | Rick Perry 9.1%, Michele Bachmann 3.4%, Ron Paul 3.4%, Jon Huntsman 1.8%, Rick Santorum 0.5%, Indeciso 20.1%                                                                                       |
| SurveyUSA Margem de erro: ±4.5% Entrevistados: 500                                                    | 24–27 de setembro de 2011              | Mitt Romney 27%      | Herman Cain 25%      | Rick Perry 13%       | Newt Gingrich 6%, Michele Bachmann 5%, Ron Paul 5%, Jon Huntsman 3%, Rick Santorum 2%, Indeciso 12%, Outro 4%                                                                                      |
| Public Policy Polling Margem de erro: ±4.5% Entrevistados: 472                                        | 22–25 de setembro de 2011              | Mitt Romney 30%      | Rick Perry 24%       | Newt Gingrich 10%    | Ron Paul 8%, Herman Cain 7%, Michele Bachmann 6%, Jon Huntsman 3%, Rick Santorum 2%, Outro/Não sabe 9%                                                                                             |
| Public Policy Polling Margem de erro: ±4.5% Entrevistados: 472                                        | 22–25 de setembro de 2011              | Mitt Romney 45%      | Rick Perry 36%       |                      | Não sabe 19% |
| War Room Logistics Margem de erro: ±4.0% Entrevistados: 572                                           | 20 de setembro de 2011                 | Mitt Romney 25.0%    | Rick Perry 24.7%     | Newt Gingrich 8.7%   | Ron Paul 7.5%, Michele Bachmann 5.2%, Herman Cain 4.9%, Jon Huntsman 2.4%, Rick Santorum 0.9%, Indeciso 20.6%                                                                                      |
| Quinnipiac University Margem de erro: ±5.1% Entrevistados: 374                                        | 14–19 de setembro de 2011              | Rick Perry 28%       | Mitt Romney 22%      | Sarah Palin 8%       | Herman Cain 7%, Newt Gingrich 7%, Ron Paul 6%, Michele Bachmann 5%, Jon Huntsman 2%, Rick Santorum 2%, Thaddeus McCotter 0%, Outro 1%, Não votaria 1%                                              |
| Quinnipiac University Margem de erro: ±5.1% Entrevistados: 374                                        | 14–19 de setembro de 2011              | Rick Perry 31%       | Mitt Romney 22%      | Herman Cain 8%       | Newt Gingrich 8%, Michele Bachmann 7%, Ron Paul 6%, Jon Huntsman 2%, Rick Santorum 2%, Thaddeus McCotter 0%, Outro 1%, Não votaria 1%, DK/NA 13%                                                   |
| Quinnipiac University Margem de erro: ±5.1% Entrevistados: 374                                        | 14–19 de setembro de 2011              | Rick Perry 46%       | Mitt Romney 38%      | -                    | Outro 2%, Não votaria 2%, DK/NA 12% |
| Insider Advantage Margem de erro: ±4.5% Entrevistados: 456                                            | 13 de setembro de 2011                 | Rick Perry 29%       | Mitt Romney 20%      | Newt Gingrich 9%     | Michele Bachmann 8%, Herman Cain 6%, Ron Paul 5%, Jon Huntsman 1%, Rick Santorum 2%, Sem opinião 21%                                                                                               |
| Sachs/Mason-Dixon Margem de erro: ±5.8% Entrevistados: 625                                            | 18–22 de agosto de 2011                | Mitt Romney 28%      | Rick Perry 21%       | Michele Bachmann 13% | Herman Cain 7%, Newt Gingrich 5%, Ron Paul 4%, Rick Santorum 2%, Jon Huntsman <1%, Outro 3%, Indeciso 17%                                                                                          |
| McLaughlin & Associates Margem de erro: ±6.6% Entrevistados: 223                                      | 8–9 de agosto de 2011                  | Mitt Romney 27%      | Rick Perry 16%       | Michele Bachmann 10% | Herman Cain 5%, Newt Gingrich 5%, Ron Paul 5%, Jon Huntsman 3%, Tim Pawlenty 1%, Rick Santorum 0%, Outro 6%, Indeciso 22%                                                                          |
| Quinnipiac University Margem de erro: ±4.3% Entrevistados: 510                                        | 27 de julho – 2 de agosto de 2011      | Mitt Romney 23%      | Rick Perry 13%       | Sarah Palin 9%       | Ron Paul 9%, Herman Cain 8%, Michele Bachmann 6%, Newt Gingrich 4%, Tim Pawlenty 3%, Jon Huntsman 1%, Rick Santorum 1%, Thaddeus McCotter 0%, Outro 3%, Não votaria 3%, Não sabe/Não respondeu 17% |
| Quinnipiac University Margem de erro: ±4.3% Entrevistados: 510                                        | 27 de julho – 2 de agosto de 2011      | Mitt Romney 27%      | Michele Bachmann 10% | Herman Cain 10%      | Sarah Palin 9%, Ron Paul 9%, Tim Pawlenty 5%, Newt Gingrich 4%, Jon Huntsman 1%, Rick Santorum 1%, Thaddeus McCotter 0%, Outro 3%, Não votaria 3%, Não sabe/Não respondeu 18%                      |
| Quinnipiac University Margem de erro: ±4.3% Entrevistados: 510                                        | 27 de julho – 2 de agosto de 2011      | Mitt Romney 24%      | Rick Perry 14%       | Ron Paul 10%         | Herman Cain 9%, Michele Bachmann 7%, Newt Gingrich 5%, Tim Pawlenty 3%, Jon Huntsman 1%, Rick Santorum 1%, Thaddeus McCotter 0%, Outro 3%, Não votaria 3%, Não sabe/Não respondeu 19%              |
| American Research Group Margem de erro: ±4% Entrevistados: 600                                        | 18–24 de julho de 2011                 | Rick Perry 16%       | Michele Bachmann 15% | Mitt Romney 15%      | Sarah Palin 13%, Herman Cain 11%, Rudy Giuliani 7%, Ron Paul 4%, Newt Gingrich 3%, Jon Huntsman 1%, Tim Pawlenty 1%, Rick Santorum 1%, Gary Johnson 0%                                             |
| Public Policy Polling Margem de erro: ±5.1% Entrevistados: 377                                        | 16–19 de junho de 2011                 | Mitt Romney 27%      | Michele Bachmann 17% | Sarah Palin 17%      | Herman Cain 10%, Newt Gingrich 8%, Ron Paul 7%, Tim Pawlenty 4%, Jon Huntsman 2%, Outro/Não sabe 9%                                                                                                |
| Public Policy Polling Margem de erro: ±5.1% Entrevistados: 377                                        | 16–19 de junho de 2011                 | Mitt Romney 29%      | Michele Bachmann 22% | Herman Cain 14%      | Newt Gingrich 10%, Ron Paul 8%, Tim Pawlenty 6%, Jon Huntsman 2%, Outro/Não sabe 9% |
| Public Policy Polling Margem de erro: ±5.1% Entrevistados: 377                                        | 16–19 de junho de 2011                 | Jeb Bush 27%         | Mitt Romney 17%      | Sarah Palin 14%      | Michele Bachmann 12%, Chris Christie 12%, Rudy Giuliani 6%, Paul Ryan 4%, Tim Pawlenty 2%, Outro/Não sabe 7%                                                                                       |
| Suffolk University/7 News Margem de erro: Entrevistados: 217                                          | 10–12 de abril de 2011                 | Mitt Romney 33%      | Mike Huckabee 14%    | Newt Gingrich 9%     | Donald Trump 8%, Sarah Palin 8%, Haley Barbour 4%, Tim Pawlenty 3%, Ron Paul 2%, Michele Bachmann 1%, Indeciso 17%, Outro 2%                                                                       |
| Sachs/Mason-Dixon Margem de erro: ±4.9% Entrevistados: 400                                            | 4–7 de abril de 2011                   | Mitt Romney 23%      | Mike Huckabee 18%    | Donald Trump 13%     | Newt Gingrich 11%, Tim Pawlenty 8%, Sarah Palin 5%, Mitch Daniels 4%, Ron Paul 3%, Michele Bachmann 1%, Rick Santorum 1%                                                                           |
| Public Policy Polling Margem de erro: ±4.7% Entrevistados: 427                                        | 24–27 de março 2011                    | Newt Gingrich 18%    | Mike Huckabee 18%    | Mitt Romney 18%      | Sarah Palin 15%, Michele Bachmann 7%, Tim Pawlenty 6%, Ron Paul 6%, Haley Barbour 3%, Outro/Indeciso 8%                                                                                            |
| Public Policy Polling Margem de erro: ±4.7% Entrevistados: 427                                        | 24–27 de março 2011                    | Newt Gingrich 24%    | Mitt Romney 23%      | Sarah Palin 19%      | Ron Paul 9%, Michele Bachmann 7%, Tim Pawlenty 6%, Haley Barbour 3%, Outro/Indeciso 9% |
| Public Policy Polling Margem de erro: ±4.7% Entrevistados: 427                                        | 24–27 de março 2011                    | Mike Huckabee 24%    | Newt Gingrich 22%    | Mitt Romney 22%      | Michele Bachmann 9%, Ron Paul 6%, Tim Pawlenty 6%, Haley Barbour 2%, Outro/Indeciso 9% |
| Public Policy Polling Margem de erro: ±4.7% Entrevistados: 427                                        | 24–27 de março 2011                    | Newt Gingrich 30%    | Mitt Romney 28%      | Michele Bachmann 11% | Tim Pawlenty 10%, Ron Paul 9%, Haley Barbour 3%, Outro/Indeciso 8% |
| Public Policy Polling Margem de erro: ±4.7% Entrevistados: 427                                        | 24–27 de março 2011                    | Newt Gingrich 17%    | Mike Huckabee 17%    | Mitt Romney 17%      | Rudy Giuliani 16%, Sarah Palin 11%, Michele Bachmann 6%, Tim Pawlenty 6%, Ron Paul 4%, Outro/Indeciso 6%                                                                                           |
| Public Policy Polling Margem de erro: ±4.7% Entrevistados: 427                                        | 24–27 de março 2011                    | Jeb Bush 30%         | Newt Gingrich 14%    | Mike Huckabee 14%    | Mitt Romney 14%, Sarah Palin 9%, Michele Bachmann 5%, Tim Pawlenty 4%, Ron Paul 4%, Outro/Indeciso 6%                                                                                              |
| Public Policy Polling Margem de erro: ±4.9% Entrevistados: 400                                        | 17–20 de dezembro de 2010              | Mike Huckabee 23%    | Mitt Romney 21%      | Newt Gingrich 18%    | Sarah Palin 13%, Ron Paul 8%, Tim Pawlenty 4%, Mitch Daniels 2%, John Thune 1%, Outro/Indeciso 10%                                                                                                 |
| Public Policy Polling Margem de erro: ±5.9% Entrevistados: 280                                        | 30–31 de outubro de 2010               | Mitt Romney 28%      | Sarah Palin 22%      | Newt Gingrich 15%    | Mike Huckabee 15%, Tim Pawlenty 4%, Mike Pence 2%, Mitch Daniels 1%, John Thune 1%, Outro/Indeciso 12%                                                                                             |
| Public Policy Polling Margem de erro: ±5.0% Entrevistados: 400                                        | 16–18 de julho de 2010                 | Mitt Romney 31%      | Newt Gingrich 23%    | Sarah Palin 23%      | Mike Huckabee 15%, Ron Paul 6%, Indeciso 4% |
| Magellan Strategies Margem de erro: ±3.88% Entrevistados: 639                                         | 11 de março de 2010                    | Mitt Romney 29%      | Sarah Palin 20%      | Mike Huckabee 15%    | Newt Gingrich 13%, Ron Paul 5%, Tim Pawlenty 3%, Outro 5% Indeciso 10% |
| Public Policy Polling Margem de erro: ±4.4% Entrevistados: 492                                        | 5–8 de março de 2010                   | Mitt Romney 52%      | Mike Huckabee 21%    | Sarah Palin 18%      | Indeciso 9% |

## Controvérsia
De acordo com uma nota da campanha de Gingrich, ele vai contestar os resultados com base em uma interpretação das regras do Comitê Nacional Republicano de que nenhuma primária estadual pode usar o sistema vencedor-leva-tudo (winner-take-all em inglês) antes de 1 de abril de 2012. Gingrich pedirá que os delegados sejam divididos de forma proporcional, correspondente à porcentagem de votos que cada candidato recebeu. Não se sabe qual será o resultado.